# 雷新根
雷新根（1962年—），湖南汨罗人，中华人民共和国教育部长江学者讲座教授，四川农业大学动物营养与饲料科学讲座教授，主要从事动物科学、营养学、食品科学等方面的研究工作。

## 生平
雷新根先后毕业于湖南农学院畜牧专业、四川农业大学动物营养专业、密歇根州立大学，1993至1995年在密苏里大学从事博士后研究。1995年起在康奈尔大学任教。